# Bomolocha profecta
Bomolocha profecta är en fjärilsart som beskrevs av Augustus Radcliffe Grote 1872. Bomolocha profecta ingår i släktet Bomolocha och familjen nattflyn. Inga underarter finns listade i Catalogue of Life.